# Chaon
Chaon – miejscowość i gmina we Francji, w Regionie Centralnym, w departamencie Loir-et-Cher.
Według danych na rok 1990 gminę zamieszkiwały 372 osoby, a gęstość zaludnienia wynosiła 12 osób/km² (wśród 1842 gmin Regionu Centralnego Chaon plasuje się na 778. miejscu pod względem liczby ludności, natomiast pod względem powierzchni na miejscu 328.).